# Gilles Richard
Gilles Richard est un historien français né le 14 mars 1956 à Paris (XIII).
Spécialiste de l'histoire des droites au XXe siècle, il a enseigné à l'Institut d'études politiques de Rennes, notamment l'histoire politique dans l'entre-deux-guerres en France.

## Biographie
Élève à l'École normale supérieure de Saint-Cloud (promotion Lettres 1976), Gilles Richard est reçu à l'agrégation d'histoire en 1978.
Longtemps professeur en lycée technologique, il soutient en 1998 une thèse d'État sur le CNIP de 1948 à 1962.
Devenu professeur des universités, il rejoint l'Institut d'études politiques de Rennes dans lequel il crée notamment un séminaire d'histoire contemporaine. Il est directeur des études de cet établissement de 2004 à 2009. Après 17 ans d'enseignement dans cet établissement, il demande en avril 2014 sa mutation à l'Université de Rennes 2.
Il prend sa retraite en 2020.

## Pensée
Il a travaillé essentiellement sur les partis de droite. Il a étudié le CNIP et sur l'histoire longue des droites françaises. Il s'éloigne des idées de Jean-François Sirinelli et de René Rémond en considérant que l'histoire des partis doit primer sur l'histoire des sensibilités et des mentalités et en récusant l'idée qu'il existerait trois familles principales à droite[réf. souhaitée].
Gilles Richard substitue au schéma tripartite de René Rémond une distinction en huit familles dans la droite française : ultraroyalistes ou légitimistes, constitutionnels ou orléanistes, bonapartistes, républicains libéraux, nationalistes, démocrates-chrétiens, agrariens et gaullistes. De nos jours, la majorité de ces familles sont en déclin voire en voie d'extinction définitive, et  seuls les libéraux, devenus néolibéraux, et les nationalistes dominent.
Il existe selon Richard une division des droites en deux tendances : une « droite libérale » et une « droite gaulliste » de 1945 à 1974 puis une « droite libérale » et une « droite nationaliste » à partir de la percée du Front national (FN) aux européennes de 1984. Les trois cohabitations (1986-1988, 1993-1995, 1997-2002) et le renoncement de la gauche mitterrandienne à incarner l’alternative au néolibéralisme de l’UDF et du RPR aboutissent à la remise en cause du clivage gauche(s)-droite(s). Selon l'historien « Le clivage structurant l’histoire de la République depuis ses débuts a aujourd’hui cessé d’organiser la vie politique française » même s’il y a encore des candidats en 2017 qui se réclament de  « la gauche » comme Benoît Hamon et Jean-Luc Mélenchon. Le clivage politique fondamental, ce n’est plus le social mais celui qui départage les mondialistes et les nationalistes (ce qu’avait annoncé Bruno Mégret lors du congrès du Front national à Strasbourg en 1997). Selon lui Marine Le Pen et Emmanuel Macron sont les deux candidats de la présidentielle de 2017 qui incarnent le mieux ce nouveau clivage.

## Publications
- Le Centre national des indépendants et paysans de 1948 à 1962, ou l’échec de l’union des droites françaises dans le parti des modérés, Villeneuve-d'Ascq, Presses universitaires du Septentrion, 2000, 421 p. (ISBN 2284018629)
- Gilles Richard (dir.) et Jacqueline Sainclivier (dir.), L'Alliance républicaine démocratique : une formation du centre (1901-1920), Rennes, Presses universitaires de Rennes, coll. « Carnot », 2003, 562 p. (ISBN 2-86847-825-5, présentation en ligne), [présentation en ligne], [présentation en ligne].
- Gilles Richard (dir.) et Jacqueline Sainclivier (dir.), La recomposition des droites : en France à la Libération 1944-1948, Rennes, Presses universitaires de Rennes, 2004, 400 p. (ISBN 978-2-7535-0016-7).
- Olivier Dard (dir.) et Gilles Richard (dir.), Les permanents patronaux : éléments pour une histoire de l’organisation patronale dans la première moitié du XXe siècle, Metz, Centre de recherche Histoire et Civilisation de l’Europe occidentale, 2005
- Gilles Richard (dir.) et Jacqueline Sainclivier (dir.), Les partis et la République. La recomposition du système partisan 1956-1967, Rennes, Presses universitaires de Rennes, 2008Sur l'émergence du système majoritaire en France à partir de la fin des années 1950[5]
- Mai 68... et après ? Une nouvelle donne politique, Bordeaux, Centre régional de documentation pédagogique, 2008
- Gilles Morin (dir.) et Gilles Richard (dir.), Les deux France du Front populaire : chocs et contre-chocs / actes du colloque tenu à l'École normale supérieure (Ulm) puis aux Archives nationales, du 4 au 6 décembre 2006, Paris, L'Harmattan, coll. « Des poings et des roses », 2008, 413 p. (ISBN 978-2-296-05702-9, présentation en ligne).
- Tudi Kernalegenn, François Prigent, Gilles Richard, Jacqueline Sainclivier (dir.), Le PSU vu d'en bas : Réseaux sociaux, politique, laboratoire d'idées (années 1950-années 1980), Presses universitaires de Rennes, 2009
- Bruno Benoît, Christian Chevandier, Gilles Morin, Gilles Richard, Gilles Vergnon (dir.), A chacun son Mai ? : Le tour de France de mai-juin 1968, Presses universitaires de Rennes, 2011
- Olivier Dard (dir.) et Gilles Richard (dir.), Les droites et l'économie en France au XXe siècle, Rennes, Riveneuve, 2011, 366 p. (ISBN 978-2-36013-049-8).
- Gilles Richard (dir.) et Jacqueline Sainclivier (dir.), Les partis à l'épreuve de 68 : L'émergence d'un nouveau clivage (1971-1974), Rennes, Presses universitaires de Rennes, 2012, 280 p. (ISBN 978-2-7535-1704-2).
- Christian Bougeard, Vincent Porhel, Gilles Richard, Jacqueline Sainclivier (dir.), L'Ouest dans les années 68, Presses universitaires de Rennes, 2012
- Bernard Lachaise, Gilles Richard, Jean Garrigues (dir.), Les territoires du politique : Hommage à Sylvie Guillaume, historienne du politique, Presses universitaires de Rennes, 2012
- Julie Bour, Lydiane Gueit-Montchal, Olivier Dard, Gilles Richard, (dir.), Louis Jacquinot : Un indépendant en politique, Presses universitaires de Paris-Sorbonne, 2013
- Gilles Richard, Sylvie Guillaume, Jean-François Sirinelli (dir.), Histoire de l'UDF : L'Union pour la démocratie française, 1978-2007, Presses universitaires de Rennes, 2013
- Histoire des droites en France : de 1815 à nos jours, Paris, Perrin, 2017, 634 p. (ISBN 978-2-262-03468-9, présentation en ligne).
- Gilles Richard (dir.) et Sylvie Ollitrault (dir.), Les années Mitterrand 1984-1988 : L'alternance et la première cohabitation vues des régions, Rennes, Presses universitaires de Rennes, 2018, 309 p. (ISBN 978-2-7535-7313-0).
- Gilles Richard (dir.) et Patrick Harismendy (dir.), Le Joint français, printemps 1972 : Les échos d'une grève en Bretagne, Rennes, Presses universitaires de Rennes, 2024, 435 p. (ISBN 978-2-7535-9710-5).